# Église Saint-Thomas de Jessup's Village
Pour les articles homonymes, voir Église Saint-Thomas.
L'église Saint-Thomas est une église anglicane située à Jessup's Village, à Saint-Christophe-et-Niévès.

## Historique
Construite en 1643, elle est considérée comme la plus ancienne église de Niévès et plus généralement comme la plus ancienne église anglicane des Caraïbes. L'église s'intègre dans un complexe plus large, comprenant également une école, une salle de stockage et de réserve, une citerne et un cimetière.
Un certain nombre de reconstructions ont eu lieu, notamment après les tremblements de terre de 1770 et 1840. Le toit a été remplacé en 1986.
Le cimetière de l'église abrite de nombreuses pierres tombales portant les noms des premiers colons de Niévès. Ils datent de 1649 et il y a une chambre forte qui conserve les restes de John Huggins (1763-1821), fondateur de Bath Hotel.

## Situation géographique
Elle est située sur la route principale à environ 5 kilomètres au nord de Charlestown et a été construite pour desservir la ville de Jamestown, la première capitale de l’île qui a disparu. L'église est perchée haut sur une colline surplombant Saint-Christophe-et-Niévès. Elle est clairement visible du côté des Îles Sous-le-Vent.